# Calheta de Nesquim
Calheta de Nesquim es una freguesia portuguesa del concelho de Lajes do Pico, con 15,85 km² de superficie y 418 habitantes (2001). Su densidad de población es de 26,3 hab/km².